# Koprivnik
Koprivnik (albánsky Kopranik, v srbské cyrilici Копривник) je vrchol o výšce 2460 m n. m. Nachází se na západě Kosova, přesněji v pohoří Prokletije. Severně od něj se rozkládá známá Rugovská soutěska.
Hora patří k nejvyšším na území jak Srbska, tak i Kosova. Je součástí národního parku Prokletije. Hora spolu s okolními údolími není pravidelně osídlena a tak se zde dobře daří původní vegetaci. Vyskytuje se zde například hořeček Gentiana crispata (Koprivnik je jedním z mála míst výskytu na území Srbska i Kosova). V roce 1959 sem bylo vypuštěno do volné přírody několik párů kozorožce horského.